# Hrabstwo Butler (Iowa)

Piramida wieku hrabstwa

Hrabstwo Butler – hrabstwo położone w USA w stanie Iowa z siedzibą w mieście Allison. Założone w 1851 roku.

## Miasta
| - Allison - Aplington - Aredale | - Bristow - Clarksville - Dumont | - Greene - New Hartford | - Parkersburg - Shell Rock |

## Gminy
| - Albion - Beaver - Bennezette - Butler | - Coldwater - Dayton - Fremont - Jackson | - Jefferson - Madison - Monroe - Pittsford | - Ripley - Shell Rock - Washington - West Point |

## Sąsiednie hrabstwa
- Hrabstwo Floyd
- Hrabstwo Bremer
- Hrabstwo Black Hawk
- Hrabstwo Grundy
- Hrabstwo Franklin
- Hrabstwo Chickasaw
- Hrabstwo Cerro Gordo
- Hrabstwo Hardin

## Drogi główne
- Iowa Highway 3
- Iowa Highway 14
- Iowa Highway 57
- Iowa Highway 188